# 森特維爾 (北卡羅萊納州)
森特維爾（英語：Centerville）是位於美國北卡羅萊納州富蘭克林縣的普查規定居民點。

## 人口
根據2020年美國人口普查的數據，森特維爾的面積為4.28平方千米，當中陸地面積為4.22平方千米，而水域面積為0.06平方千米。當地共有人口149人，而人口密度為每平方千米34.81人。